# Ernest in the Army
Ernest in the Army (Brasil: Ernest Vai ao Exército ) é um filme de comédia norte-americano, dirigido por John R. Cherry III. Lançado em 1998, foi protagonizado por Jim Varney.